# Liste der Fluggesellschaften in der Mongolei
Dies ist eine Liste der Fluggesellschaften in der Mongolei.

## Aktuelle Fluggesellschaften
- Aero Mongolia (seit 2002) (ICAO: MNG; IATA: M0)
- Air Cargo Mongolia (seit 2013) (ICAO: MGC)
- Chinggis Airways (ICAO: CHS; IATA: CW)
- Eznis Airways (2006–2014 und seit 2019) (ICAO: EZA; IATA: ZY)
- MIAT Mongolian Airlines (seit 1956) (ICAO: MGL; IATA: OM)
- Hunnu Air (bis 18. Mai 2013: Mongolian Airlines) (ICAO: MML; IATA: MR)
- Sky Horse Aviation[1] (ICAO: TNL)
- Thomas Air[2] (ICAO: TME)

## Ehemalige Fluggesellschaften
- Blue Sky Aviation (ICAO: BCA) (1999–2020)
- Central Mongolia Airways (ICAO: CEM)
- Eastern Airlines (1997–2000)
- Hangard Airlines (1993–2001)
- Khangarid (2004–2005)
- Tengeriin Ulaach Shine (2002–2006)
- ULGII Trans